# مایکروسافت اج
مایکروسافت اج (به انگلیسی: Microsoft Edge) یک مرورگر وب است که توسط مایکروسافت توسعه داده می‌شود. این مرورگر اولین بار در سال ۲۰۱۵ برای ویندوز ۱۰ و ایکس‌باکس وان و سپس در سال ۲۰۱۷ برای اندروید و آی‌اواس، و بعد از آن در سال ۲۰۱۹ برای مک‌اواس، در سال ۲۰۲۰ برای ویندوز ۷ و لینوکس منتشر شد.
در سپتامبر ۲۰۱۸، مرورگر اج برای اندروید و آی‌اواس نیز منتشر شد.
در سال ۲۰۲۰، مایکروسافت مرورگر اج را با به‌روزرسانی جدید با موتور کرومیوم ارائه کرد.
سهم بازار این مرورگر در حوزه رایانه شخصی در سپتامبر ۲۰۲۲ روی ۱۰٫۸۱٪ بود در رتبه دوم پس از گوگل کروم با ۶۷٫۳۴٪ ولی بیشتر از سافاری با ۸٫۹۳٪ و فایرفاکس با ۷٫۲۸٪ در رتبه چهارم.

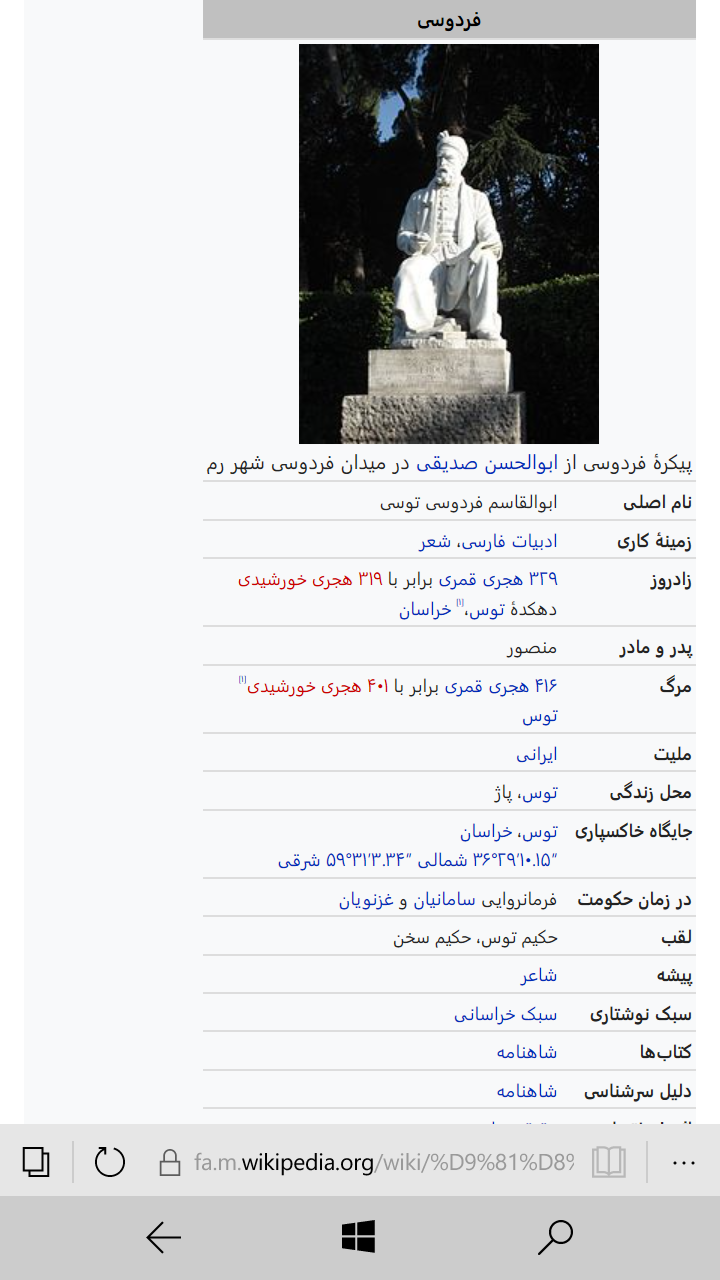
نماگرفت از مایکروسافت اج ویژه موبایل در ویندوز ۱۰ موبایل

## توسعه

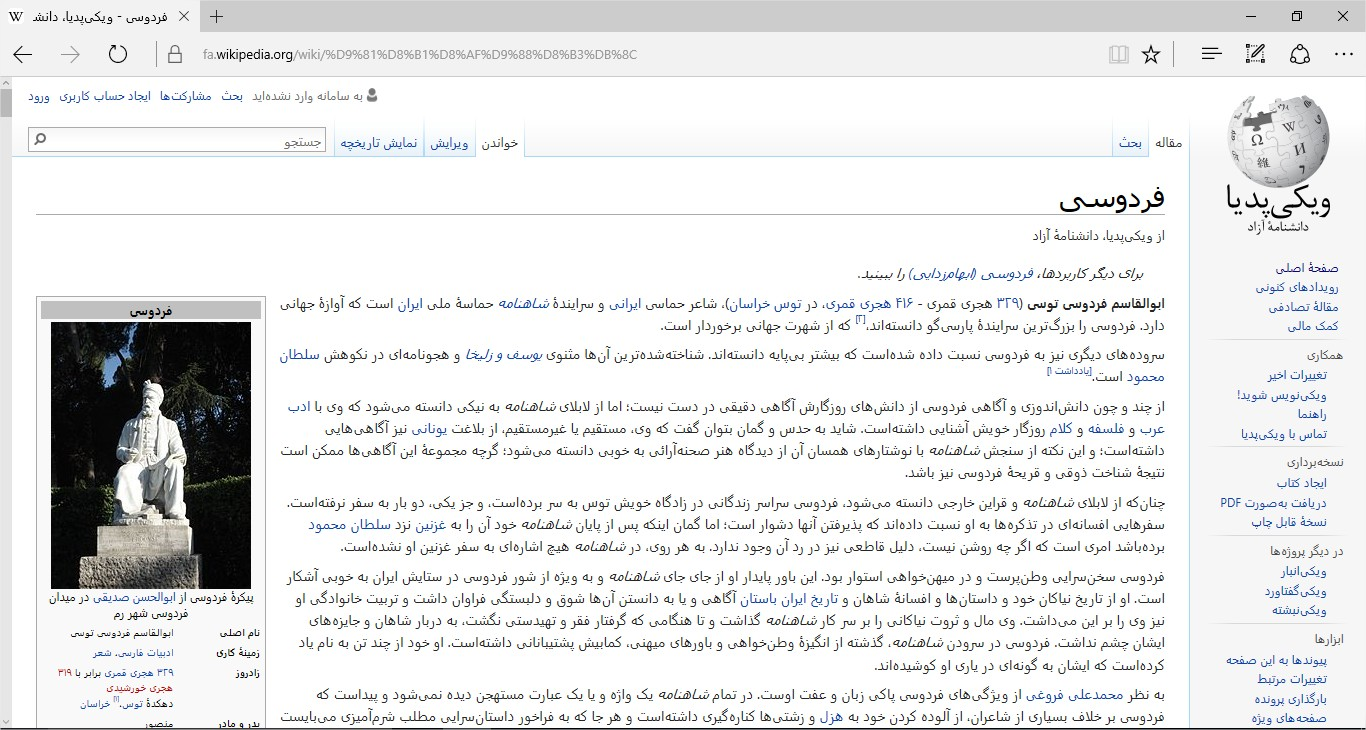
اسکرین شاتی از سایت ویکی پدیا در مرورگر مایکروسافت اج

در دسامبر ۲۰۱۴، ماری جو فولی گزارش داد که مایکروسافت در حال توسعهٔ یک مرورگر تازه با اسم رمز «اسپارتان» برای ویندوز ۱۰ است.

اینترنت اکسپلورر در کنار اسپارتان به دلیل حفظ سازگاری در ویندوز ۱۰ می‌ماند ولی این به سود اسپارتان نبود.
در ژانویهٔ ۲۰۱۵ تصاویری از این مرورگر با نام اسپارتان به بیرون درز کرد همچنین اطلاعاتی از منابع نزدیک به مایکروسافت منتشر شد.
در ۲۹ آوریل ۲۰۱۵ (اولین روز کنفرانس بیلد ۲۰۱۵ مایکروسافت) نسخه اصلی این مرورگر منتشر شد

و نام این مرورگر از حالت رمز (اسپارتان) خارج شد و به نام اصلی آن یعنی اج تغییر یافت.

## ویژگی‌ها
مرورگر اج (اسپارتان اسبق) بسیار سبک‌تر از اینترنت اکسپلورر است و شباهت بسیاری به کروم و فایرفاکس دارد و از موتور رندرینگ Trident و Chakra JavaScript استفاده می‌کرد. تا اینکه مایکروسافت تصمیم به انحلال آن و انتشار نسخه ای بر پایه کرومیوم گرفت.
اسپارتان به گونه‌ای طراحی شده بود تا هرگونه یادداشت برداری و دسترسی به آن را آسان نماید- به راحتی یادداشت برداشته و برای دوستان یا همکارانتان بفرستید. این یادداشت‌ها در فضای ابری وان‌درایو ذخیره شده و به راحتی با هر مرورگر و در هر پلتفرم دیگری در دسترسند.
همچین کورتانا در این مرورگر تلفیق شده تا بتوان با این دستیار کارهای صوتی مانند استفاده از نوار ابزار، جستجو و… را انجام داد. از دیگر ویژگی‌های اج می‌توان به ایجاد تب‌های گروهی اشاره داشت.

اج در ویندوز ۱۰ به‌عنوان مرورگر پیش‌فرض بر روی رایانه و تلفن‌همراه سرویس می‌دهد

این مرورگر با با موتور «Edge» که از موتور Trident انشعاب یافته‌است «برای ایجاد ویژگی همکاری با وب مدرن» طراحی شده‌است

موتور تازهٔ «Edge» به‌صورت پیش‌فرض در سراسر ویندوز ۱۰ استفاده می‌شود از جمله اینترنت اکسپلورر و صفحه‌های وبی که می‌توانند در موتور MSHTML پیشین رندر شوند.